# Agasthenes subarcticus
Agasthenes subarcticus är en stekelart som först beskrevs av Jussila 1965.  Agasthenes subarcticus ingår i släktet Agasthenes och familjen brokparasitsteklar. Inga underarter finns listade i Catalogue of Life.